# My Prerogative (Britney Spears)
My Prerogative è un singolo della cantante statunitense Britney Spears, pubblicato il 21 settembre 2004 come secondo estratto dal primo greatest hits Greatest Hits: My Prerogative.

## Descrizione
My Prerogative è la cover dell'omonimo brano di Bobby Brown in cui Britney Spears racconta la sua difficile relazione con i paparazzi e la stampa, che la giudicano per ciò che fa e danno giudizi affrettati riguardanti la sua vita. Il testo fa capire come la cantante riesca a vivere la sua vita senza condizionamenti da parte dell'esterno.
Il brano risulta essere, grazie ai dati di vendita sia nei negozi sia per quanto riguarda la richiesta di suonerie per cellulari con la sinfonia della canzone, uno dei più grandi successi della carriera musicale dell'artista.

## Video musicale
Nel videoclip, diretto da Jake Nava la cantante presenta al mondo colui che avrebbe sposato qualche tempo dopo in California, Kevin Federline, con una simulazione del loro matrimonio avvenuto poco tempo dopo. Prevalgono nelle scene i toni scuri e neri, grigio chiaro (per le scene più audaci e ardite) e marroncino seppia, per denotare l'esuberante provocazione fisica della Spears. Inoltre, l'intero videoclip è eseguito anche in scene solamente notturne e in penombra. Stando alle dichiarazioni della madre di Britney, Lynne, il video era completamente incentrato "su magnifici primi piani e movimenti molto delicati" poiché la Spears si era ferita al ginocchio nel giugno 2004 a New York durante le riprese del videoclip del singolo Outrageous
Inizia con una ripresa diretta d'una strada curva da cui sbuca un'auto guidata da Britney. Ella guarda lo schermo, si volta e inizia a cantare, per poco non investe un passante che riesce a spostarsi e si scosta per guidare a tutta velocità, tanto da finire con tutto il mezzo dentro la piscina non molto profonda di una villa. L'auto si riempie d'acqua e scivola fino a toccare il fondo. A questo punto, la donna al volante si siede sopra il veicolo, abbassando il torace e poi piega all'insù una gamba. Intanto i presenti sono ammutoliti e la ragazza continua a danzare e a cantare sulla macchina, finché il buio lento dell'obiettivo non si dissipa nel grigiore della cucina spenta della villa, dove la cantante entra guardandosi attorno.
La cameriera della tenuta la guarda, Britney se n'accorge e la guarda a sua volta, poi si dirige verso l'uscita e le porge il proprio mantello nero, girandosi mentre la telecamera si oscura. Vengono alternate scene in cui c'è l'artista, vista in bianco e nero, con uno slip ed un reggiseno a coppe, che si muove su letto, tocca le lenzuola, si solleva per far notare la propria longilineità.
La scena sensuale è vista da un produttore con un sigaro, al quale la ragazza, che appare all'uomo da dietro, si avvicina vestita con un abito trasparente, con disegni neri e sparsi qua e là sul tessuto. La Spears si mette davanti al produttore, il quale emana una boccata di fumo. La Spears continua a sedurre l'uomo con le sue curve e si china verso di lui per baciarlo, mentre il nero della camera fa notare il biondo ramato della giovane sul produttore.
Durante la seconda strofa, Britney si avvicina a due camerieri che le mettono una pelliccia bianca e le spruzzano del profumo, mentre durante il secondo ritotnello vediamo Britney con i capelli non più lisci, ma mossi, e con un vestito nero lungo, seduta prima su un divanetto, poi ancora su un letto. Infine la vediamo di spalle mentre cammina in un corridoio della villa, che la conduce all'esterno.
Poi la scena si apre sul nero della foresta che circonda la villa, dove vediamo la cantante avvicinarsi verso un albero e nascondersi per guardare nel giardino. Poi Britney raggiunge un uomo con il quale cammina verso l'altare, dove il prete aspetta di celebrare le nozze dei due promessi: tutta la scena è un riferimento alle future nozze tra Britney Spears e Kevin Federline. All'improvviso lei raggiunge la festa del matrimonio, mentre la coppia celebra le nozze e si scambia un bacio, e si ritrova a ballare. Intanto, la ragazza in bianco e nero continua a muovere la testa e il corpo nella stanza da letto. Intanto, Britney e il suo sposo continuano a baciarsi e quando si scostano, si ritrovano in mezzo alla festa di matrimonio. Mentre la sosia di Britney in bianco e nero è su un letto da sola, l'altra ancora, quella con il lungo abito nero e i capelli mossi, continua il suo challiance incalzante su un altro letto. Poi si vede ancora la Spears alla festa ed il marito di Britney infilarle un anello, dopodiché vi è un'ultima ripresa alla cantante in versione bianco e nero mordere il lenzuolo del letto, mentre la telecamera inquadra la mano della Spears che taglia la torta nuziale con un coltello e quindi si stoppa nel buio dopo un'ultima inquadratura di Britney in bianco e nero.

## Tracce
| Europe/Australia/Japan CD Single (82876 652532/BVCQ-26305) 1. My Prerogative – 3:36 2. My Prerogative (Instrumental) – 3:36 3. My Prerogative (X-Press 2 Vocal Mix) – 7:21 4. My Prerogative (Armand Van Helden Remix Edit) – 7:37 5. My Prerogative (X-Press 2 Dub) – 7:19 UK CD Single (82876 652572) 1. My Prerogative – 3:37 2. Chris Cox Megamix (9 smash hit singles mixed together) – 5:16 UK DVD Single (82876 652532) 1. My Prerogative (Video) – 3:47 2. My Prerogative (Photo Gallery) – 3:34 UK Promo CD (82876 652252) 1. My Prerogative – 3:33 | UK Promo 12" Vinyl (82876 658481) - Lato A: 1. My Prerogative (Armand Van Helden Remix) – 7:49 - Lato B: 1. My Prerogative (X-Press 2 Vocal Mix) – 7:19 - Lato C: 1. Chris Cox Megamix (9 smash hit singles mixed together) – 5:16 - Lato D: 1. My Prerogative (X-Press 2 Dub) – 7:19 U.S. Promo CD (JDJ-648952) 1. My Prerogative – 3:33 2. My Prerogative (Call-Out Research Hook #1) – 0:09 3. My Prerogative (Call-Out Research Hook #2) – 0:10 |

### Remix e versioni ufficiali
1. My Prerogative (Album Version) – 3:33
2. My Prerogative (Instrumental) – 3:33
3. My Prerogative (Alex D. Radio Remix) – 4:43
4. My Prerogative (Armand Van Helden Remix Edit; dal cd singolo originale rilasciato alla fine del 2004) – 7:37
5. My Prerogative (Armand Van Helden Remix; dal cd singolo incluso nel Boxset di The Singles Collection rilasciato alla fine del 2009) – 7:47
6. My Prerogative (Armand Van Helden Dub) – 7:35
7. My Prerogative (X-Press 2 Vocal Mix) – 7:21
8. My Prerogative (X-Press 2 Dub) – 7:22
9. My Prerogative (X-Press 2 Radio Edit) – 4:17
10. My Prerogative (LB Phunkstar Mix) – 5:50
11. My Prerogative (JJ Flores X-Mix) – 5:45
12. My Prerogative (SugarDip Club Mix) – 7:21

## Classifiche

### Classifiche settimanali
| Classifica (2004-05) | Posizione massima |
| -------------------- | ----------------- |
| Australia            | 7                 |
| Austria              | 7                 |
| Belgio (Fiandre)     | 3                 |
| Belgio (Vallonia)    | 3                 |
| Danimarca            | 3                 |
| Finlandia            | 1                 |
| Francia              | 18                |
| Germania             | 3                 |
| Irlanda              | 1                 |
| Italia               | 1                 |
| Giappone             | 98                |
| Nuova Zelanda        | 17                |
| Norvegia             | 1                 |
| Paesi Bassi          | 10                |
| Regno Unito          | 3                 |
| Spagna               | 2                 |
| Svezia               | 6                 |
| Svizzera             | 4                 |
| Ungheria             | 5                 |
| Stati Uniti)         | 101               |

### Classifiche di fine anno
| Classifica (2004) | Posizione |
| ----------------- | --------- |
| Australia         | 93        |
| Belgio (Friande)  | 81        |
| Belgio (Vallonia) | 74        |
| Italia            | 24        |